# Бассетт, Мэри
Мэри Бассетт (англ. Mary Bassett, полное имя — англ. Mary Robertson Bassett; ?—?) — американская иллюстратор, работавшая на рубеже XIX−XX веков.

## Биография
Годы жизни неизвестны.
Работала иллюстратором в журналах, также иллюстрировала детские книги. В настоящее время её работы продаются на аукционах.
В числе журналов, где работала Бассет — Ladies' Home Journal . Детские книги, иллюстрируемые ею, издавались в P. F. Volland Company, Baker & Taylor Company, Grosset & Dunlap и другими издательствами.
Рецензенты и критики того времени отмечали, что её работы были «необычайно привлекательными», «очаровательными», «прекрасно иллюстрированными» и «демонстрировали самое глубокое чувство к содержанию книги».

Некоторые работы
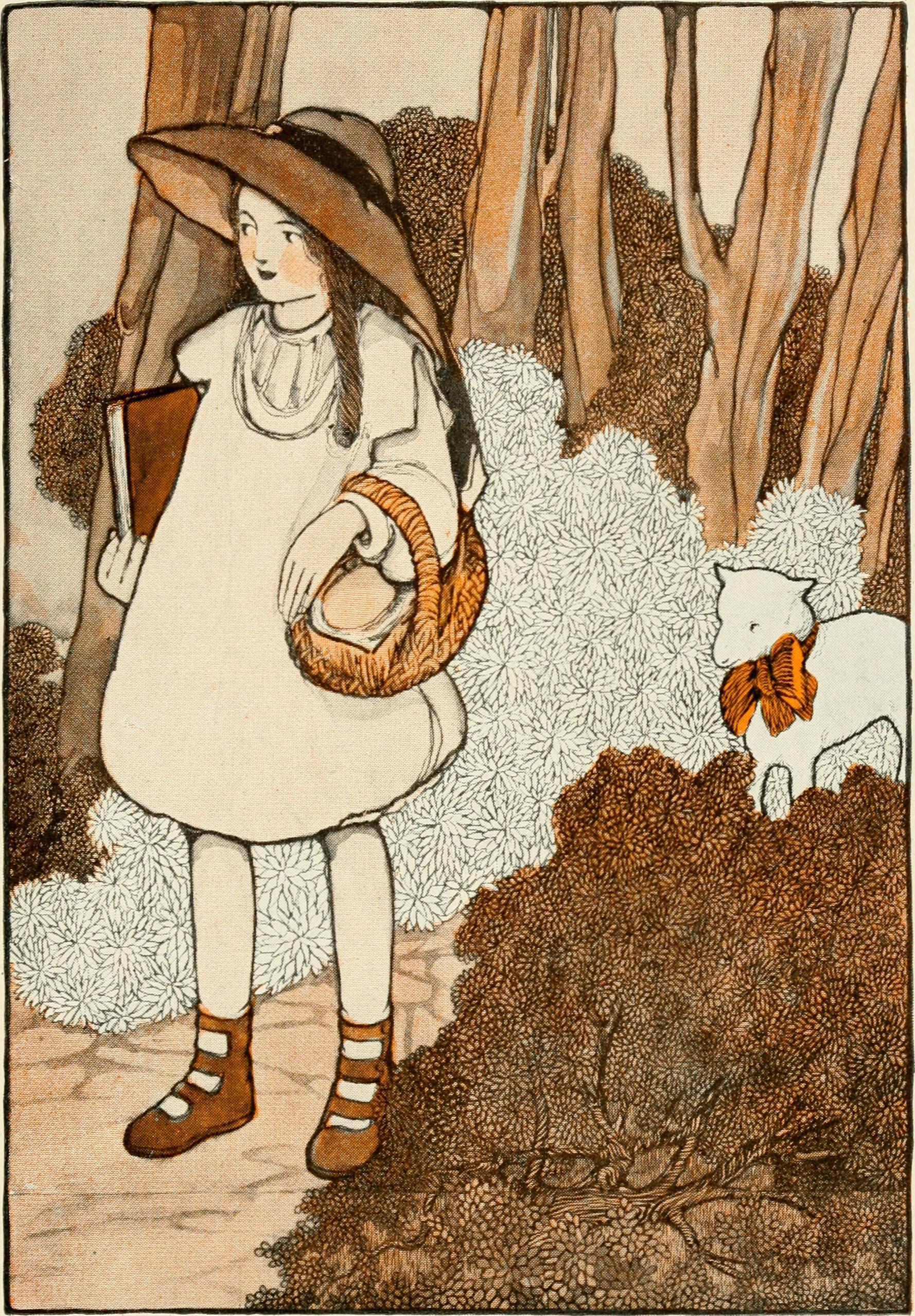
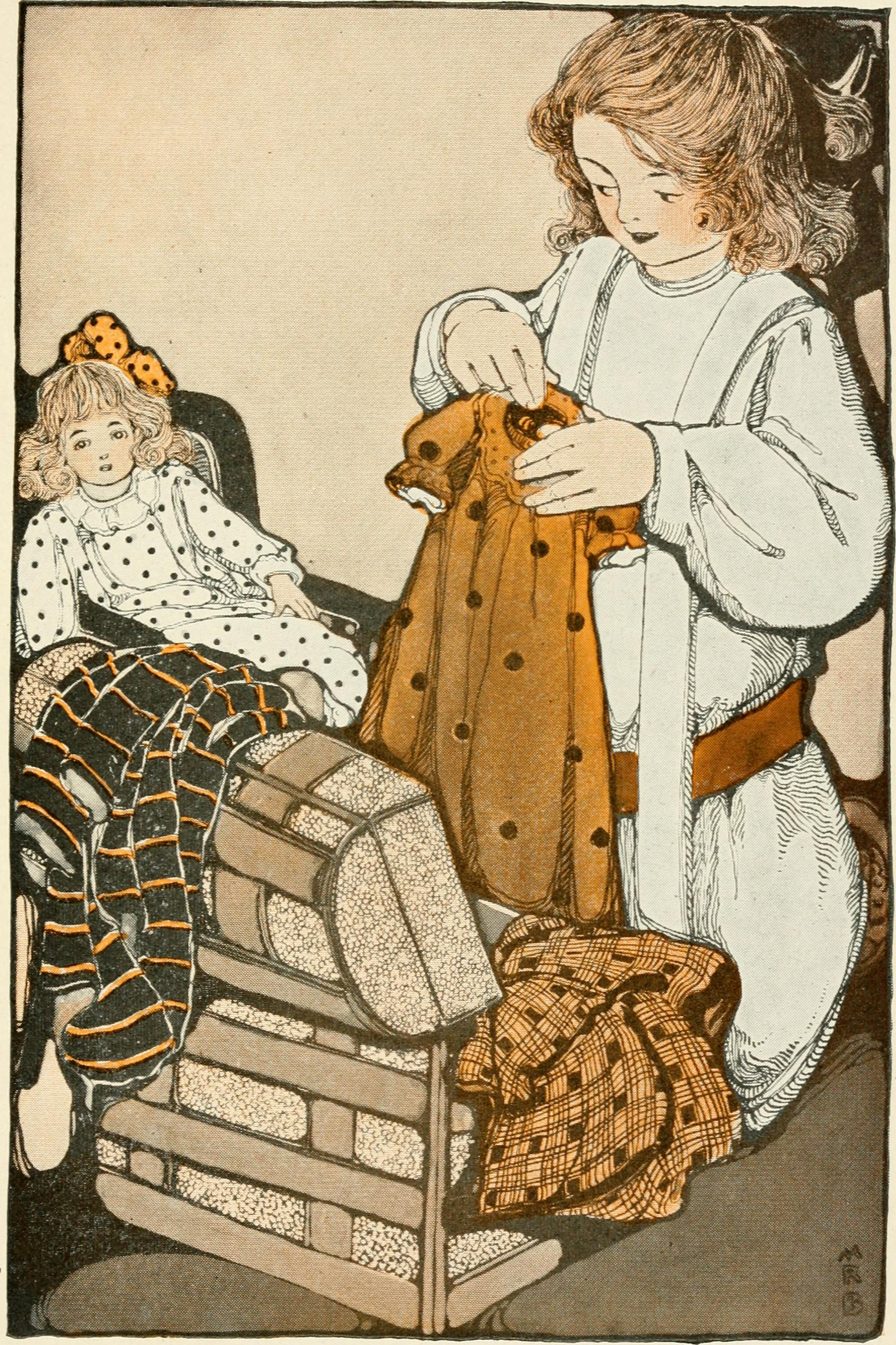
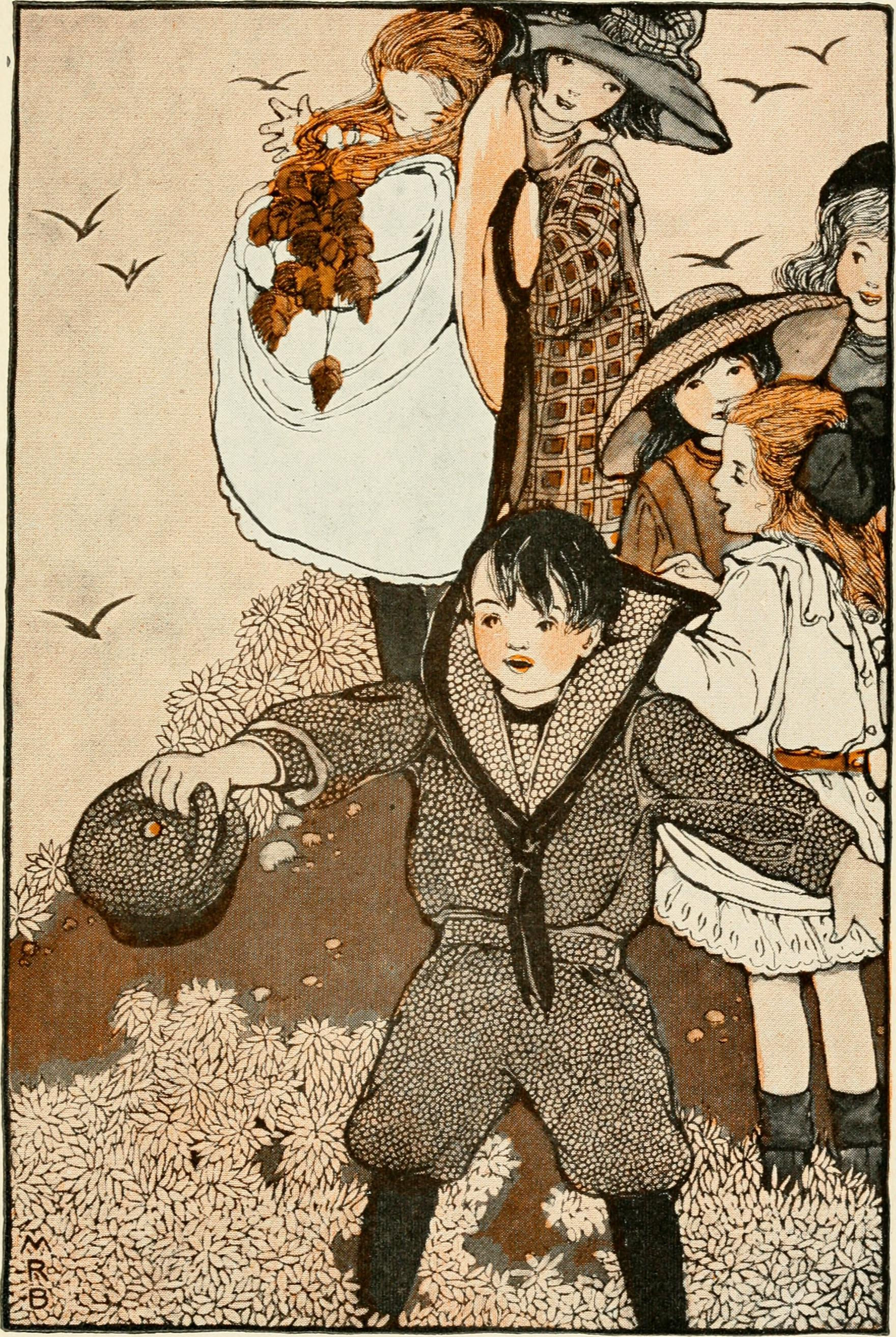